# 三浦莉奈
三浦莉奈（1994年5月9日—）生於東京都，是一名日本韻律體操運動員，她在5歲開始練習韻律體操，2009年12月入選國家隊，曾代表國家參加2012年倫敦奧運的女子韻律體操團體比賽，但未能獲獎。